# 子連れ狼 (萬屋錦之介版)
『子連れ狼』（こづれおおかみ）は、小池一夫・小島剛夕の漫画『子連れ狼』を原作とする萬屋錦之介主演のテレビ時代劇。1973年から1976年にかけて、2回の中断をはさみ全3部・合計79話が日本テレビ系列で放送された。

## 概要
既に若山富三郎主演で映画化されていたが、これと並行する形で制作が決定した。この事について配給元の東宝、若山と日本テレビとの間でひと悶着あったが、結局、制作元で映像化権を持っていた勝プロダクションは日本テレビに売却。替わりに勝プロ制作、若山主演の作品（『唖侍鬼一法眼』）を用意する事などで、テレビ放映に漕ぎつけたという。
この番組は、原作の段階で既に高い人気を誇っていたが、第1部・第2部で主人公・拝一刀の息子・大五郎を演じた、西川和孝の演技（特に大五郎が一刀に「ちゃん」と呼び掛けるシーン）が評判を呼んだ。
第3部での大五郎役の交代は第2部終了から約1年半経過したことで西川が成長し大五郎の年齢設定に合わなくなったため、佐藤たくみがオーディションで後任に選出された。
若山版の映画同様、萬屋版もアメリカやヨーロッパ各国で放映され、日本の武士道がわかる教材にもなり、大人気を博した。
若山版が物語の途中で打ち切られたのに対して、萬屋版は原作の最終回まで全エピソードが映像化された。

## 主な登場人物
- 拝一刀 - 萬屋錦之介
- 大五郎 - 西川和孝（第1部・第2部）、佐藤たくみ（第3部）
- 柳生烈堂 - 高橋幸治（第1部）、西村晃（第2部）、佐藤慶（第3部）
- 阿部頼母 - 金田龍之介（第3部のみ）
- 公方 - 江原真二郎（第3部のみ）
- ナレーター- 小林清志（第1部・第2部）、内藤武敏（第3部）

## 主題歌
- ててご橋 / バーブ佐竹（第1部・第2部）
  - 「ててごとははごと…」で始まる。歌詞は原作三十三話「一石橋」から。
  - 第2部と同時期に同局で放送された特撮番組『スーパーロボット マッハバロン』第23話で、拝一刀に扮した花倉刑事（深江章喜）の登場場面で挿入歌として使用された。
- 子連れ狼 / 橋幸夫（第3部）
  - 「しとしとぴっちゃん…」で始まる。歌詞は原作二十二話「別れ霜」から。本作より早く、映画版の挿入歌として作られた。のちに、北大路欣也版でも劇中で使われた。後年「テレビ探偵団」など懐かしのテレビの懐古番組で本作が取り上げられる度に、この曲をバックに第1部・第2部の映像がチョイスされていた。

## 第一部

### スタッフ
- 企画：東条あきら（スタジオシップ）、梅谷茂（日本テレビ）
- プロデューサー：長富忠裕（日本テレビ）、中岡潔治（中村プロ）、山本又一朗（スタジオシップ）
- 音楽：渡辺岳夫（選曲：鈴木清司）
- 主題歌：「ててご橋」 作詞：小池一雄、作曲：渡辺岳夫、歌：バーブ佐竹、コロムビアゆりかご会[2]（コロムビア）
- 撮影：鈴木清
- タイトル演出：実相寺昭雄
- 監督補：戸田幸雄
- プロデューサー補：永野保徳 （ユニオン映画）
- 殺陣：尾型伸之介
- ナレーター：小林清志
- 製作：ユニオン映画、スタジオシップ

### 放送リスト
1973年4月1日 - 1973年9月30日、日曜日21:30 - 22:25（全27話）
- 第2話「乞胸お雪」は現在欠番扱いとなっている。1974年に関東地方で行われた再放送を最後に現在まで再放送はなく、映像ソフトにも一切収録されていない[3]。製作会社のユニオン映画は本話の存在を認めておらず、第2話のマスターテープの存在も不明である。そのため、再放送時や映像ソフトでは第3話以降の話数を1話ずつ繰り上げて全26話とカウントされる場合がある。

後に海外版で第2話が放送されたが、ビデオ特有のノイズが入っており、個人録画が流出した模様である。
| 回 | サブタイトル           | 脚本     | 監督         | ゲスト                                                                                       |
| -- | ---------------------- | -------- | ------------ | -------------------------------------------------------------------------------------------- |
| 1  | 子貸し腕貸しつかまつる | 柴英三郎 | 石井輝男     | 岡田英次、太地喜和子、赤座美代子、岡崎二朗、川合伸旺、田中浩                                 |
| 2  | 乞胸お雪 ※欠番         | 柴英三郎 | 池広一夫     | 片桐夕子、加藤武、内田朝雄、浜田晃、今福将雄、亀石征一郎                                     |
| 3  | 鳥に翼 獣に牙          | 国弘威雄 | 池広一夫     | 賀川雪絵、山本麟一、石橋蓮司、梅津栄、榎木兵衛                                               |
| 4  | 一石橋                 | 野上龍雄 | 高井牧人     | 名古屋章、真屋順子、江見俊太郎、中条静夫、木田三千雄                                         |
| 5  | 刺客街道               | 国弘威雄 | 松島稔       | 松本留美、青木義朗、勝部演之、垂水悟郎、高橋幸治                                             |
| 6  | お末無情               | 鈴木兵吾 | 石井輝男     | 松尾嘉代、中村伸郎、石川えり子、川辺久造                                                     |
| 7  | あんにゃとあねま       | 鈴木兵吾 | 高井牧人     | 浜木綿子、竹下景子、穂積隆信、松山照夫                                                       |
| 8  | 堺筒                   | 安倍徹郎 | 松尾昭典     | 小池朝雄、江守徹、サリー・メイ、高木均、近藤宏                                               |
| 9  | 干城殺陣               | 岡本克己 | 田中徳三     | 根上淳、白木万理、藤岡重慶、北城寿太郎、木村元                                               |
| 10 | 六道無辺               | 国弘威雄 | 松尾昭典     | 鈴木瑞穂、南原宏治、名古屋章、久米明、高橋幸治                                               |
| 11 | 三途の川の乳母車       | 柴英三郎 | 松島稔       | 野際陽子、花沢徳衛、亀井光代、田口計、小林勝彦、江角英明、 六本木誠人、佐々木敏、マリー･三枝 |
| 12 | 鹿追い                 | 猪又憲吾 | 土居通芳     | 瑳川哲朗、弓恵子、有馬昌彦、三角八郎、柄沢英二、林孝一、 加地健太郎、酒井郷博、岸野一彦      |
| 13 | お千代舟               | 国弘威雄 | 戸田幸雄     | 大原麗子、江原真二郎、西沢利明、北原文枝、西島悌四郎                                         |
| 14 | 御定書七十九条         | 柴英三郎 | 松島稔       | 玉川伊佐男、北林早苗、渥美国泰、外山高士、上野山功一、亀井三郎                               |
| 15 | 北から南 西から東      | 柴英三郎 | 土居通芳     | 河野秋武、井上昭文、橋本功、片岡五郎、辻萬長、森秋子                                         |
| 16 | 牙の夜                 | 石森史郎 | 松島稔       | 東千代之介、寺島達夫、松木聖                                                                 |
| 17 | 雲龍風虎               | 須崎勝彌 | 土居通芳     | 睦五朗、渚まゆみ、中山昭二                                                                   |
| 18 | 首斬り朝右衛門         | 須崎勝彌 | 田中徳三     | 若林豪、緑魔子、高橋幸治                                                                     |
| 19 | 半畳壱畳弐合半         | 須崎勝彌 | 田中徳三     | 長門勇、吉行和子、久富惟晴、松崎真、片山滉、堀田真三（ノンクレジット）                       |
| 20 | 八門遁甲の陣           | 佐々木守 | 祖父江信太郎 | 浜村純、左時枝、柴田侊彦、早瀬久美、高樹蓉子、横森久、鹿沼絵里                               |
| 21 | 残菊の宿               | 石堂淑朗 | 祖父江信太郎 | 赤座美代子、横山リエ、二見忠男、杉江廣太郎                                                   |
| 22 | 渡り徒士               | 山田正弘 | 小沢啓一     | 中丸忠雄、丹羽又三郎、稲野和子、内田稔、深江章喜、南川直                                     |
| 23 | 可の字無残             | 柴英三郎 | 松島稔       | 夏八木勲、北上弥太郎                                                                         |
| 24 | なみだ糸               | 猪又憲吾 | 丸山誠治     | 竜崎勝、光川環世、潮万太郎、見明凡太郎                                                       |
| 25 | 柳生封廻状             | 国弘威雄 | 丸山誠治     | 辰巳柳太郎、加地健太郎、岸野一彦、高橋幸治                                                   |
| 26 | 大五郎絶唱             | 国弘威雄 | 池広一夫     | 中村富十郎、中村光輝、本山可久子、福田豊土、原泉、今福将雄、西尾徳                           |
| 27 | 流れ影                 | 国弘威雄 | 池広一夫     | 島田正吾、藤森達雄、御影伸介、三輪猛雄、高橋幸治                                             |

## 第二部

### スタッフ
- 企画：東条あきら、梅谷茂
- プロデューサー：長富忠裕、山本又一朗、中岡潔治
- プロデューサー補：永野保徳
- 音楽：渡辺岳夫(選曲：鈴木清司)
- 製作：ユニオン映画、スタジオシップ

### 放送リスト
1974年4月7日 - 1974年9月29日、日曜日21:00 - 21:55（全26話）
| 回 | サブタイトル   | 脚本     | 監督     | ゲスト                                                           |
| -- | -------------- | -------- | -------- | ---------------------------------------------------------------- |
| 1  | 喰代柳生       | 国弘威雄 | 高井牧人 | 夏八木勲、小川節子、西村晃                                       |
| 2  | 黒南風         | 池田一朗 | 松島稔   | 泉晶子、高原駿雄、深江章喜、宮口二郎、有吉ひとみ                 |
| 3  | 柳生草術五車   | 井出雅人 | 田中徳三 | 中村賀津雄、太地喜和子、草薙幸二郎、江角英明、西村晃             |
| 4  | しぐれ待ち     | 岡本克己 | 高井牧人 | 黒木進、加藤嘉、左時枝                                           |
| 5  | 寒到来         | 井出雅人 | 池広一夫 | 小松方正、北村和夫、鈴木瑞穂、亀石征一郎                         |
| 6  | さぶる子       | 井出雅人 | 高井牧人 | 長門裕之、悠木千帆、梅津栄、西尾徳                               |
| 7  | 狼来たりなば   | 池田一朗 | 松尾昭典 | 三津田健、名古屋章、沼田曜一、本山可久子、津田京子               |
| 8  | 石蕗の花       | 柴英三郎 | 斎藤光正 | 青木義朗、丹阿弥谷津子、伊達正三郎、平泉征、浜田寅彦、三谷昇     |
| 9  | 女城           | 猪又憲吾 | 池広一夫 | 加藤武、御木本伸介、西村晃                                       |
| 10 | 邪気をはらう日 | 国弘威雄 | 渡邊祐介 | 島田正吾、杉田かおる、戸浦六宏                                   |
| 11 | 虎落笛         | 池田一朗 | 高井牧人 | 浜村純、北島マヤ、井上昭文、藤木敬士、剛達人                     |
| 12 | 鐘役辻源七     | 池田一朗 | 斎藤光正 | 観世栄夫、垂水悟郎、柴田侊彦、田中浩、岡崎二朗                   |
| 13 | 赤猫まねき     | 山田正弘 | 田中徳三 | 森秋子、高樹蓉子、北城寿太郎、石橋蓮司、蟹江敬三、石濱朗         |
| 14 | 折助号衣       | 岡本克己 | 斎藤光正 | 北林早苗、神山寛、田中浩、松山照夫                               |
| 15 | 温石くずし     | 柴英三郎 | 松島稔   | 大出俊、山形勲、夏純子、江守徹、江見俊太郎、川辺久造             |
| 16 | お七里さん     | 猪又憲吾 | 村山三男 | 飛び甚左：伊吹吾郎、おとし：赤座美代子、御木本伸介               |
| 17 | まろほし豆庄   | 石松愛弘 | 松島稔   | 日下武史、津山登志子                                             |
| 18 | 哀燈流し       | 池田一朗 | 土居通芳 | 川地民夫、富田浩太郎、金子吉延、田中筆子、森幹太                 |
| 19 | 冬への門出     | 猪又憲吾 | 土居通芳 | 浜田光夫、中山昭二、服部妙子                                     |
| 20 | 乳房あらため   | 柴英三郎 | 村山三男 | 水野久美、小池朝雄、有川博、近藤宏、北村総一朗、片岡五郎         |
| 21 | 袖志の女       | 柴英三郎 | 渡邊祐介 | 中丸忠雄、菅井きん、光川環世、和崎俊哉、高城淳一、西村晃         |
| 22 | 水鷗流斬馬刀   | 池田一朗 | 斎藤光正 | 竜崎勝、久米明、中条静夫、珠めぐみ、柴田昌宏                     |
| 23 | 生前香典       | 柴英三郎 | 松島稔   | 中尾彬、鮎川いずみ、加賀邦男、寺島達夫、増田順司、巽治郎、西村晃 |
| 24 | 病い星         | 山田正弘 | 村山三男 | 中村賀津雄、新村礼子、渥美国泰、稲垣昭三、名川貞郎               |
| 25 | 十三絃         | 国弘威雄 | 村山三男 | 小池朝雄、仲谷昇、田島令子、平野稔、依田英助、入江正徳、夏木章   |
| 26 | 鞘香           | 国弘威雄 | 松尾昭典 | 小川節子、川合伸旺、藤岡重慶、久富惟晴、和崎俊哉、西村晃         |

## 第三部

### スタッフ
- 企画：梅谷茂、東条あきら、山本又一朗
- プロデューサー：加藤教夫、中岡潔治、永野保徳
- 音楽：渡辺岳夫（選曲：鈴木清司）
- 主題歌：「子連れ狼」 作詞：小池一雄（小池一夫）、作曲・編曲：吉田正、唄：橋幸夫、若草児童合唱団（ビクターレコード）
- 殺陣：尾形伸之介
- ナレーター：内藤武敏
- タイトル演出：実相寺昭雄
- 協力：生田スタジオ、中村プロダクション
- 製作：ユニオン映画、スタジオシップ

### 放送リスト
1976年4月4日 - 1976年9月26日、日曜日21:00 - 21:54（全26話）
| 回 | サブタイトル         | 脚本     | 監督     | ゲスト |
| -- | -------------------- | -------- | -------- | --- |
| 1  | 狼止メ衆は不死にて候 | 小池一雄 | 舛田利雄 | ジャネット八田（柳生鞘香）、竜崎勝（羽斗玄武）、天本英世（針吹きお熊）、田中浩（赤座勘兵衛）、白川望美（お千代）、原田力（丸一角）、武藤章生（源太）、中村時之介（代官）、暮林修、折尾哲郎、手塚敏夫 |
| 2  | お乳母日傘           | 井出雅人 | 舛田利雄 | 今井健二（梵天）、大山のぶ代（おとら）、深江章喜（次郎吉）、稲葉義男（伊丹屋宗右衛門）、弓恵子（つや）、杉田かおる（おなか）、佐藤蛾次郎（多聞）、江見俊太郎（成富兵庫）、浜田寅彦（石黒将監）、村上不二夫（市兵衛）、武智豊子（婆さん）、佐藤京一（金剛）、西川ひかる（おきん）、北九州男（ならい風の助）、榎木兵衛、古今亭志ん三、瀬良明、苅谷俊介、今村治彦、原孝、近松敏夫、笹山英一、小美濃節男、富山匡人、若井政文、鳴海剛 |
| 3  | 来ない明日へ         | 長坂秀佳 | 大洲斎   | 加藤嘉（尾形三郎兵衛）、山本麟一（地獄造りの竜左）、睦五朗（岩八）、大東粱佶（尺弓弥十）、滝義郎（分銅藤兵衛）、入江正徳（佐久間軍衛門）、福本潤（辰平）、宮田光（中村貞永）、田原千之右（小守達之助）、浜木綿子（木颪酉蔵） |
| 4  | 絹の雲               | 国弘威雄 | 斎藤武市 | 御木本伸介（莅戸九郎兵衛）、井上昭文（尾太）、垂水悟郎（可）、成瀬昌彦（平）、江幡高志（根次）、田中筆子（トネ）、和沢昌治（徳兵衛）、相原巨典（丹羽屋藤右衛門）、佐藤慶 |
| 5  | 母なる味             | 播磨幸治 | 斎藤武市 | 草野大悟（三次）、長谷川弘（坪井の伝造）、立川雄三（伊助）、団巌（岩松）、益田愛子（お仙の母親）、大村千吉（女衒）、菅原慎子（女）、安田道代（お仙） |
| 6  | 生命来い             | 池田一朗 | 松島稔   | 松本留美（あやめ）、杉江廣太郎（脇田市兵衛）、橋本仙三（弥吉）、佐藤晟也（モリウチ平蔵）、岡部正純（モリウチ三次）、松尾玖治（山村平助）、原ひさ子（老婆）、若林豪（渡辺角之進） |
| 7  | 忍五輪               | 猪又憲吾 | 田中徳三 | 珠めぐみ（鮎）、榊ひろみ（紫）、安西マリア（茜）、北原義郎（鷹爪正道）、弘松三郎（東田）、湊俊一（福地）、村瀬正彦（早瀬）、長谷川明男（利助）、永井智雄（寛禅） |
| 8  | 死季                 | 小野原弘 | 大洲斎   | 柴田侊彦（太吉）、外野村晋（儀兵衛）、近藤宏（山田臣蔵）、高木彩（静）、矢野間啓二（彦作）、香川良介（重兵衛）、平松慎吾（弥市）、水橋和夫（甚太）、猪野剛太郎（村人）、賀原夏子（しげ） |
| 9  | 匹夫姦婦             | 岡本克己 | 松島稔   | 三上真一郎（軽部玄次郎）、真山知子（押坂千賀）、宮口二郎（馬淵要之助）、庄司永建（山路右近）、松山照夫（捨松）、北町嘉朗（押坂一馬）、鈴木誠一（弥三） |
| 10 | 魔道旅道しるべ       | 長坂秀佳 | 戸田康貴 | 榊原るみ（お峰）、今福将雄（鏡の右近）、石橋雅史（風の玄内）、木村元（山辺勘解馬）、八名信夫（山彦）、大前均（棒槍天海）、北村晃一（海彦）、晴海勇三（谷彦）、中村寿成（刈谷将重）、松山省二（六連の弥吉） |
| 11 | 大五郎しあわせ花     | 小野原弘 | 田中徳三 | 今出川西紀（美代）、大関優子（お雪）、岩崎信忠（竜太）、山本清（徳兵衛）、灰地順（代官）、小高まさる（村人）、永谷悟一（村人）、辻善仁（若者）、須賀隆史（若者）、竹田将二（男）、佐野光洋（村人）、久保田鉄男（男）、坂大勝也（少年役人）、野村昭子（おたね）、小池朝雄（円海） |
| 12 | 武衛流抱え撃ち       | 池田一朗 | 戸田康貴 | 岡田英次（酒井大和守）、内田稔（渋沢頼母）、伊藤高（間部平太郎）、西本裕行（本多侯）、中庸介（武藤源五郎）、仙波和之（矢野庄兵衛）、八木喬（木村助九郎）、幸田宗丸（水野出羽守）、平野稔（山上兵衛）、吉水慶（矢切一作）、高橋悦史（稲葉重政）、佐藤慶 |
| 13 | 胸底の月             | 長坂秀佳 | 斎藤武市 | 山形勲（向井将監）、赤座美代子（おりょう）、原田英子（千鳥）、南城竜也（向井主税）、加賀邦男（相模源衛門）、千葉敏郎（石垣兵庫）、内田勝正（岩部但馬）、木下哲也（島田重三郎）、佐藤慶 |
| 14 | 嘉祥兇兆             | 国弘威雄 | 高井牧人 | 江原真二郎、池玲子（お俊）、久富惟晴（榊田甚内）、荒砂ゆき（お高）、二條朱美（お袖）、平井道子（お初）、河原裕昌、金田龍之介、佐藤慶 |
| 15 | 阿部怪異             | 国弘威雄 | 高井牧人 | 池玲子、久富惟晴、荒砂ゆき、二條朱美、五藤雅博（藤右衛門）、市川好朗（太助）、平井道子、西村淳二（治作）、金田龍之介 |
| 16 | 燎原の火             | 国弘威雄 | 高井牧人 | 金田龍之介、池玲子、久富惟晴、荒砂ゆき、二條朱美、五藤雅博、市川好朗、平井道子、森みどり、西村淳二、佐藤慶 |
| 17 | 香りを着て           | 長坂秀佳 | 斎藤武市 | 金田龍之介、中村竹弥（長崎屋）、戸浦六宏（丹後屋）、嵯峨善兵（善天和尚）、久米明（竹阿弥）、二條朱美、寺島伸枝（おとよ）、青木真知子（胡蝶）、佐藤慶 |
| 18 | 父と子と投擲雷       | 長坂秀佳 | 斎藤武市 | 金田龍之介、中村竹弥、折尾哲郎（番頭）、西田勇三（柳生者）、佐藤慶 |
| 19 | 血河の灯             | 国弘威雄 | 斎藤武市 | 金田龍之介、中村竹弥、三上左京（辰次）、篠田薫（仙太）、佐藤慶 |
| 20 | そして相目見ゆる日   | 国弘威雄 | 斎藤武市 | 金田龍之介、高品格（阿部監物）、近藤宏（中川市兵衛）、江原真二郎、佐藤慶 |
| 21 | あるいは死参         | 長坂秀佳 | 高井牧人 | 江原真二郎、上原ゆかり（おかん）、剛達人（上条精之進）、永井玄哉（使者）、佐々木敏（石田）、相沢治夫（奉行）、田原千之右（半助）、大和義武（狼組）、左右田一平（東堂伊兵衛）、佐藤慶 |
| 22 | 父子草大五郎         | 長坂秀佳 | 高井牧人 | 金田龍之介、葉山葉子（うずみ）、有川博（御影新八郎）、服部哲治（河合鉄心）、保科三良（無生）、石原昭宏（小山田主馬）、福本潤（小島源三郎）、伊藤豪（牧野内膳正）、真木恭介（家老）、島田敬一（小山田典膳）、稲川善一（老中）、江原真二郎、佐藤慶 |
| 23 | 光なき攻防           | 猪又憲吾 | 戸田康貴 | 金田龍之介、松下達夫（樽屋藤右ヱ門）、大久保正信（大久保加賀守）、柄沢英二（中川）、石原昭宏、大矢兼臣（検死役）、篠原大作（家臣）、佐々木敏（石田）、前原久影（使者）、佐藤慶 |
| 24 | 守りて候             | 猪又憲吾 | 戸田康貴 | 有川博、伊藤るり子（おふじ）、保科三良（名古寺無生）、池田和歌子（おしん）、江角英明（彦蔵）、森下哲夫（文七）、石原昭宏、佐々木敏、佐藤慶 |
| 25 | 波と笛と             | 国弘威雄 | 斎藤武市 | 有川博、伊達三郎（久見坂八兵衛）、保科三良、石原昭宏、滝義郎（山岸）、佐々木敏、新井千秋、田原千之右、佐藤慶 |
| 26 | 腕                   | 国弘威雄 | 斎藤武市 | 江原真二郎、中山昭二（朝倉石見守）、北原隆（永井信濃守）、林孝一（酒井讃岐守）、稲川善一（土井大炊頭）、下河原圭子（小姓）、佐藤慶 |